# Pseudagrion lucifer
Pseudagrion lucifer – gatunek ważki z rodziny łątkowatych (Coenagrionidae).